# Historie I
Historie I (1964) je knižní soubor historických her Williama Shakespeara v překladu Josefa Václava Sládka a Antonína Klášterského, který vyšel v roce 1964 ve Státním nakladatelství krásné literatury a umění. Jeho pokračováním je soubor Historie II, Básně vydaný ve stejném roce.

## Obsah
- Král Jan
- Král Richard II.
- Král Jindřich IV., díl první, díl druhý
- Král Jindřich V.
- Král Jindřich VI., díl první, díl druhý, díl třetí
- poznámky a vysvětlivky (s pomocí Ludmily Vočadlové Otakar Vočadlo), poznámky ke kritice textu